# Diskontinuierliche Variabilität
In der Biologie bezeichnet man als diskontinuierliche Variabilität (diskontinuierlich: unterbrochen, zusammenhanglos) die Ausbildung eines Merkmals bei einer Gruppe von Individuen, dessen Variationsbreite nicht durch lückenlose Übergänge miteinander verbunden ist, sondern in zwei oder mehr klar voneinander geschiedene Klassen geschieden ist.
So werden zum Beispiel die Blüten der chinesischen Primel bei einer Temperatur von über 30 °C weiß, bei einer darunter liegenden Temperatur rot (ein Polyphänismus). Bei kontinuierlicher Variabilität wären alle Farbübergänge von weiß über verschiedene Rosa-Tönungen bis hin zu rot verwirklicht.
Diskontinuierliche Variabilität von Merkmalen ist eine wichtige Grundlage für die Abgrenzung von Taxa wie zum Beispiel Arten in der biologischen Systematik.